# Tom Scully
Thomas (Tom) Scully (Invercargill, 14 januari 1990) is een Nieuw-Zeelands wielrenner.

## Carrière

### Jeugd
In 2007 won Scully op de Oceanische kampioenschappen baanwielrennen voor junioren de scratch, en samen met Jason Christie, Chad Adair en Simon Honour de ploegenachtervolging. Daarnaast pakte hij brons op de puntenkoers.
Op de weg werd hij in 2007 derde op het Oceanisch kampioenschap, achter de Australiërs Peter Johnstone en Jamie Crass.

## Baanwielrennen

### Palmares
| Jaar | NK         | OK                               | WK          | Overige                                                  |
| ---- | ---------- | -------------------------------- | ----------- | -------------------------------------------------------- |
| 2009 | Ploegkoers |                                  |             |                                                          |
| 2010 | Scratch    |                                  |             | WB Melbourne: Scratch, Ploegkoers                        |
| 2011 |            | Puntenkoers, Ploegkoers, Scratch |             |                                                          |
| 2014 |            |                                  | Puntenkoers | WB Guadalajara: Ploegkoers Gemenebestspelen: Puntenkoers |

## Wegwielrennen

### Overwinningen
2013
Proloog Ronde van Normandië
2016
3e etappe Boucles de la Mayenne
2017
4e etappe Route du Sud

### Resultaten in voornaamste wedstrijden
| Jaar | Ronde van Italië | Ronde van Frankrijk | Ronde van Spanje |
| ---- | ---------------- | ------------------- | ---------------- |
| 2017 |                  |                     | 153e             |
| 2018 | opgave           | 129e                |                  |
| 2019 |                  | 135e                |                  |
| 2020 |                  |                     |                  |
| 2021 |                  |                     | 125e             |
| 2022 |                  |                     |                  |
| 2023 |                  |                     |                  |

| Jaar | Milaan-San Remo | Gent-Wevelgem | Ronde van Vlaanderen | Parijs-Roubaix | Waalse Pijl |  | WK op de weg |  | Wereldranglijsten |
| ---- | --------------- | ------------- | -------------------- | -------------- | ----------- |  | ------------ |  | ----------------- |
| 2017 | 169e            | opgave        | 110e                 | 65e            | 161e        |  |              |  | 393e (UWT)        |
| 2018 |                 | 96e           | 80e                  | 64e            |             |  |              |  |                   |
| 2019 |                 | 75e           | 50e                  | 94e            |             |  |              |  |                   |
| 2020 |                 | 44e           | opgave               |                |             |  |              |  |                   |
| 2021 | 146e            |               | opgave               | 80e            |             |  | opgave       |  |                   |
| 2022 | 132e            | 58e           | opgave               | opgave         |             |  |              |  |                   |
| 2023 |                 | opgave        | opgave               | 101e           |             |  |              |  |                   |

## Ploegen
- 2011 –  Chipotle Development Team
- 2012 –  Chipotle-First Solar Development Team
- 2012 –  Garmin-Sharp (stagiair vanaf 1-8)
- 2013 –  Team Raleigh
- 2014 –  Madison Genesis
- 2015 –  Madison Genesis
- 2016 –  Drapac Professional Cycling
- 2017 –  Cannondale Drapac Professional Cycling Team
- 2018 –  EF Education First-Drapac
- 2019 –  EF Education First Pro Cycling
- 2020 –  EF Education First Pro Cycling
- 2021 –  EF Education-Nippo
- 2022 –  EF Education-EasyPost
- 2023 –  EF Education-EasyPost

Bauer ·
Danielson · 
Dekker ·
Farrar ·
Fernández ·
Fischer ·
Haas ·
Haussler ·
Hesjedal ·
Howes ·
Hunter ·
Klier ·
M. Kreder ·
R. Kreder ·
Le Mével ·
Maaskant ·
Martin ·
Millar · 
Navardauskas ·
Peterson ·
Rasmussen (tot 31/07) ·
Rathe ·
Rosseler ·
Stetina ·
Talansky ·
Vande Velde ·
Vanmarcke ·
Vansummeren ·
Wegmann ·
Zabriskie ·
Morton (stagiair) ·
Scully (stagiair) ·
Von Hoff (stagiair) 
Berthou · Blain · Briggs · Britton · Christian · Hampton · Holmes · Lang · Moses · Norris · O'Brien · Oliphant · Scully · Stewart · Witmitz
Brown · Canty · Clarke · Earle · Evans · Jones · Kerby · Koning · Lowndes · Mannion · Meyer · Mouris · Norris · Phelan · Roe · Scully · Spokes · Sulzberger
van Baarle · Bettiol · Bevin · Brown · Canty · Carthy · S. Clarke · W. Clarke · Craddock · Dombrowski · Formolo · Howes · Koren · Langeveld · Mullen · Phinney · Rolland · Scully · Skujiņš · Slagter · Talansky · Urán · Van Asbroeck · Vanmarcke · Villella · Wippert · Woods · Monk (stagiair)
Breschel · Brown · Canty · Cardona · Carthy · S. Clarke · W. Clarke · Craddock · Docker · Dombrowski · Howes · Langeveld · Magnusson · Martínez · McLay · Modolo · Moreno · Owen · Phinney · Rolland · Scully · Urán · Van Asbroeck · Vanmarcke · Woods
Bennett · van den Berg · Bettiol · Breschel · Brown · Caicedo · Carthy · Clarke · Craddock · Docker · Dombrowski · Higuita · Hofland · Howes · Kangert · Langeveld · Martínez · McLay · Modolo · Morton · Owen · Phinney · Scully · Urán · van Garderen · Vanmarcke · Villalobos · Whelan · Woods
Bennett · Bettiol · Caicedo · Carthy · Clarke · Cort · Craddock · Docker · Guerreiro · Halvorsen · Higuita · Hofland · Howes · Kangert · Keukeleire · Langeveld · Martínez · Morton · Owen · Powless · Rutsch · Scully · Urán · Van den Berg · Van Garderen · Vanmarcke · Villalobos (tot 1 augustus) · Whelan · Woods · Bissegger (stagiair)
Arroyave Cañas · Barta · Beppu · Van den Berg · Bettiol · Bissegger · Caicedo · Camargo · Carr · Carthy · Cort · Craddock · Docker · El Fares · Van Garderen tot en met 21 juni · Guerreiro · Higuita · Hofland · Howes · Keukeleire · Langeveld · Morton · Nakane · Owen · Powless · Rutsch · Scully · Urán · Valgren · Whelan
Arroyave Cañas · Bettiol · Bissegger   · Caicedo · Camargo · Carr · Carthy · Cepeda (vanaf 1/8) · Chaves · Cort · Doull · Eiking · Guerreiro · Healy · Howes (tot 31/7) · Keukeleire · Kudus · Langeveld · Morton (tot 31/7) · Nakane · Padun · Piccolo (vanaf 1/8) · Powless · Quinn · Rutsch · Scully · Shaw · Steinhauser · Urán · Valgren · J. van den Berg · M. van den Berg · Wiśniowski
Amador · Bettiol · Bissegger   · Caicedo · Camargo · Carapaz · Carr · Carthy · Cepeda · Chaves · Cort · de Bod · Doull · Eiking · Healy · Honoré · Keukeleire · Kudus · Padun · Piccolo · Powless · Quinn · Rutsch · Scully · Shaw · Steinhauser · Urán · J. van den Berg · M. van den Berg · Wiśniowski · van der Lee (stagiair)